# Merisa
Merisa (sudanesisch-arabisch; auch (مريسة) Marisa, Marissa, Merissa, englische Schreibung Mareesa; nubisch Dakai, früher auch Bilbil) sind Biersorten im Südsudan und im Sudan, die traditionell durch Fermentieren von Sorghum und anderen Hirsearten oder seltener von Sesam hergestellt werden. Das leicht alkoholische Getränk dient auch als Nahrungsmittel und hat auf vielfache Art kulturelle Bedeutung.

## Geschichte und Verbreitung
In einem Grab aus meroitischer Zeit am zweiten Katarakt des Nil wurden Gefäße mit Hirsebier gefunden. Reliefs an altägyptischen Gräbern lassen die Techniken zur alkoholischen Gärung von Hirse erkennen. Hirsearten wie Sorghum und Fingerhirse sind heimische Nutzpflanzen aus dem subtropischen Afrika und afrikanische Grundnahrungsmittel, die seit mindestens 3000 v. Chr. auch am Nil angebaut werden. Sorghumhirse (Dhurra) ist die noch heute wichtigste Sorghum-Art.
In der frühchristlichen Kathedrale von Qasr Ibrim wenig nördlich des zweiten Katarakts wurde die gefundene Sorghumhirse auf das 5.–6. Jahrhundert datiert. Für die christlichen nubischen Reiche war Hirsebier (Mizr) ein wichtiger Nahrungsbestandteil. Da es nicht gekocht wurde, behielt es einen hohen Anteil an Eiweiß und den Vitaminen B und C. Wie der arabische Gouverneur von Suakin el-Umari Anfang des 14. Jahrhunderts schrieb, sollen die Einwohner der makurischen Hauptstadt Old Dongola häufig von Hirsebier betrunken gewesen sein. Für die Hauptstadt Soba des weiter südlich gelegenen christlichen Reiches Alwa sind ebenfalls Zeugnisse von Besuchern überliefert. Der arabische Geograf Ibn Selim al-Aswani verfasste 975–996 Berichte über die Stadt. Ihm fiel die Merkwürdigkeit auf, dass die Bewohner bei der Aussaat nur etwas Korn in die vier Ecken der Felder streuten und das übrige Korn zusammen mit einem Gefäß mit Mizr in der Mitte zurückließen. Am nächsten Morgen sei die Aussaat von gewiss übernatürlichen Wesen vollbracht und das Mizr-Gefäß geleert gewesen. Zur Erntezeit hätte man nur einen kleinen Teil abgeerntet, Hirsebier zurückgelassen und das Werk anderntags vollendet vorgefunden. Genau dieselbe Erfahrung machte Ende des 12. oder Anfang des 13. Jahrhunderts der armenische Reisende Salih al-Armani.
Die Herstellungsmethoden sind unterschiedlich und können je nach Region sehr aufwendig sein; im Ergebnis entsteht ein trübes Getränk als Flüssigkeitsvorrat und, wenn es in dicklich-breiiger Form angesetzt wird, ein stärkehaltiges Nahrungsmittel, das in fermentiertem Zustand länger haltbar ist als einfach gekochter Brei und in Tontöpfen aufbewahrt werden kann. In Ghana und Nigeria heißt ein Hirsebier mit etwa 3 Prozent Alkoholgehalt Pito, in Nigeria gibt es das Sorghumbier Burukutu, in Ostafrika Pombe, in Burkina Faso Dolo und Kasikisi im Kongo. In Äthiopien und Eritrea wird Tella überwiegend aus den Hirsearten Teff und Sorghum hergestellt.
In Reisebeschreibungen des 19. Jahrhunderts wird das Hirsebier unter der Bezeichnung Bilbil zumeist lobend erwähnt. Pierer’s Universallexikon bezeichnet Bilbil als geklärte Form des Merisa. Fürst von Pückler-Muskau fand um 1840 dieses Getränk ab Dongola nilaufwärts, mochte es allerdings nur, wenn es noch frisch, leicht säuerlich und noch nicht vergoren war. (Dem alkoholhaltigen Bier zog er seinen mitgebrachten Moselwein vor.) Der Tierforscher Alfred Brehm beobachtete um 1880 Merisa trinkende Paviane und ein Festmahl, bei dem reichlich Merisa floss und bei dem das Fleisch von Krokodilen, die es zu seiner Zeit noch im Nil gab, verspeist wurde.
Zumindest bis in die jüngste Vergangenheit war Merisa, zusammen mit Aragi, einem hochprozentigen Hirse- oder Dattelschnaps, im ganzen Sudan verbreitet und wurde von Christen und Moslems getrunken. 1980 war der traditionelle Alkohol bereits offiziell verboten, importierte Alkoholika wurden mit hohen Steuern belegt. Seit Einführung der Schari'a 1985 ist Alkohol grundsätzlich untersagt und Verstöße werden geahndet. Zentren der Hirsebierherstellung waren und sind Darfur im Westen und das Gebiet der Masalit im angrenzenden östlichen Teil des Tschads mit den besten Anbaubedingungen für Hirse um den Jebel Marra. Dort ist das Siedlungszentrum der Fur, das durch die Lage an der alten Karawanenroute zwischen Tschad und dem Nil auf Märkten den Austausch von Waren gegen Geld betrieb und wo zugleich auf den Dörfern Dienstleistungen mit Merisa abgegolten wurden.
Im ab Ende des 18. Jahrhunderts bestehenden Fur-Sultanat mit der Hauptstadt al-Faschir versuchte Sultan Abd al Rahman (1785–1799) ebenso vergeblich wie seine Vorläufer, seinen strengen Islam mit einem Alkoholverbot durchzusetzen. Der erste islamische Herrscher des Fur-Reiches war Suleiman (1596–1637), der wegen seiner arabischen Mutter den Titel Solong (bezeichnet arabischen Ursprung) annahm. Das schwarzafrikanische Kulturelement wollten er und seine Nachfolger ignorieren. So wurden Söhne, die Merisa tranken, von der Thronfolge ausgeschlossen. Auf die Kultur der Bevölkerungsbasis hatten die Arabisierungsbemühungen wenig Einfluss. Merisa galt nicht als Alkohol. Auch nicht, als unter Ahmed Bakr (1682–1722) der Islam Staatsreligion im Fur-Sultanat wurde. Rudolf Slatin, der ab 1881 Gouverneur der anglo-ägyptischen Darfur-Provinz war, beschreibt mehrfach, wie von der Bevölkerung aus großen Tonschalen kräftig Merisa getrunken wurde und er seine ägyptischen Soldaten wegen ihrer Kneipenbesuche zu tadeln hatte. Von einem Scheich der Masalit ließ er sich aber erklären, Hirsebier mache tapfer zum Kämpfen; um es hinterherzutragen, gingen daher Frauen und Kinder mit zur Schlacht. Slatins Gegenspieler Muhammad Ahmad, genannt der Mahdi, verbot Merisa und ließ Zuwiderhandlungen hart bestrafen.
Bei der islamischen Bevölkerungsgruppe der Berti in Norddarfur heißt das Hirsegetränk Baghu und der Tontopf, in dem es aufbewahrt wird, Dulan. Das in den Dörfern Darfurs hergestellte Merisa wird teilweise auch von nomadisierenden Bevölkerungsgruppen getrunken. Ein weiteres Siedlungsgebiet mit einer traditionell Hirsebier trinkenden islamischen Bevölkerung sind die Nuba-Berge im Süden der Stadt El Obeid. Weit entfernt und von der islamistischen Gesetzgebung ungestört, kann Merisa von der christlichen und animistischen Bevölkerung Südsudans getrunken werden.
Hirsebier wird ausschließlich von Frauen hergestellt, Konsumenten sind meist Männer. Frauen, die während des Bürgerkriegs ihre Angehörigen verloren haben und aus dem Süden nach Khartum oder andere Städte des Nordens geflohen sind, haben häufig keine andere Erwerbsmöglichkeit, als illegal Merisa zu verkaufen. Das Gleiche gilt für Frauen aus der umkämpften Darfurregion. Nach einem Strafgesetz von 1991 drohen ihnen dafür Gefängnisstrafen. Es werden Razzien durchgeführt, die Frauengefängnisse sind überfüllt.
Die wirtschaftliche Situation dieser Frauen ähnelt dabei der von freigelassenen Sklavinnen, wie sie auch aus früheren Zeiten berichtet wird. Aus einer Beschreibung der gesellschaftlichen Zustände Anfang des 19. Jahrhunderts in der Hafenstadt Suakin geht hervor, dass recht häufig Sklavinnen von ihren Herren zur Prostitution vermietet wurden und freigelassene Sklavinnen als Alternative die Möglichkeit hatten, Alkohol zu brauen und zu verkaufen, wobei auch hier ihre früheren Herren mitkassierten.
Im Südsudan gehört die Prostitution zum Umfeld der Indaya (Plural Anadi) genannten Bars, in denen neben Merissa auch der gebrannter Alkohol (Siko) angeboten wird. Bereits Mitte des 19. Jahrhunderts hatte sich mit dem Indaya ein Ort etabliert, an dem ältere Frauen Merissa herstellten, während jüngere Frauen Merissa ausschenkten und sich in Hinterzimmern um die männliche Kundschaft kümmerten. Die Inhaber der Einrichtungen gehörten zur Mittelklasse.

## Herstellung
Eduard Rüppell gibt eine Beschreibung zur Herstellung von Bilbil vom Anfang des 19. Jahrhunderts: Feuchtes Dhurra ließ man keimen und in der Sonne trocknen. Die Körner wurden dann zu Mehl zerrieben, aus denen man dünne Brotkuchen backte. Diese wurden in ein Gefäß gebrockt und mit Wasser übergossen. Nach zweitägiger Gärung war ein dicker Brei entstanden, der mit Wasser aufgegossen und durch ein trichterförmiges Strohsieb filtriert wurde. Je nach zugefügter Menge Wasser oder Zeitdauer der Gärung wurde das Getränk mehr oder weniger dicklich oder säuerlich. Ähnlich wird Bilbil bei den Mundang im Tschad noch heute hergestellt.
Der Herstellungsprozess in Darfur ist sehr aufwendig: Gestampfte Hirsekörner werden in einem Tongefäß zwei Tage in Wasser eingeweicht und dann zu dünnen weißen und weichen Fladen (Kisra) gebacken. Etwa dieselbe Menge Hirse lässt man in Wasser Sprossen austreiben. Diese werden auf dem Boden ausgebreitet und in der Sonne getrocknet. Derart gekeimte und getrocknete Hirse ist haltbar. Sie wird jetzt zerstampft und zu Mehl (Zura) vermahlen. Fladen und Mehl werden vermengt und unter Wasserzugabe zu einem Teig geknetet. Dieser wird mit Wasser zu einem Brei aufgekocht, den man auf einer Matte ausgebreitet erkalten lässt. Schließlich wird der getrocknete Brei mit etwas Zura-Mehl zusammengeknetet, in einem Tontopf mit Wasser übergossen und zur Fermentierung einige Zeit ruhen gelassen. Das Resultat muss gekocht werden, dann wird die Flüssigkeit abgeschöpft und durch ein Tuch in ein anderes Gefäß gesiebt und ergibt nach der nun einsetzenden Gärung Dugga-Bier. Ein weiterer Aufguss des Breis mit Wasser lässt das schwächere Selkoto entstehen.
Der Alkoholgehalt von Merisa kann bis zu 6 Prozent betragen. Ein nicht-alkoholischer Hirsesaft im Süden des Landes heißt Abray oder Madida. Die alte Bezeichnung Bilbil oder Um-Bilbil wird auch zur Unterscheidung einer besseren Merisa-Qualität verwendet, das schwächere oder nichtalkoholische Getränk heißt dann Baqaniya. Neben einem hohen Stärkeanteil sind etwa 13 Prozent Eiweiß, 4,5 Prozent Fett, 2,5 Prozent Mineralstoff, Pflanzenfasern und Vitamin B enthalten.
In Äthiopien wird die Gärung des Hirsebiers Talla durch Zugabe von Blättern des Gesho-Strauchs beeinflusst. Daran erinnert eine ungewöhnliche Herstellungsmethode, die 1862 in Petermanns Mittheilungen geschildert wird: Dabei wurden im Nordsudan der eingeweichten und über Nacht keimenden Hirse Blätter des kleinen, am Nilufer wachsenden Oscher-Baumes (sudanesisch: Onna oskur) beigefügt und am Morgen wieder entfernt. Die Pflanze wurde seit alters her in der Region auch medizinisch verwendet, der Milchsaft diente als Brechmittel, Abführmittel und gegen Würmer.

## Wirtschaftliche Bedeutung
Das wichtigste landwirtschaftliche Erzeugnis zur Eigenversorgung ist Hirse (arabisch Dura; nubisch Mareg). Neben der Herstellung von Fladen, Brei und Bier wird es auf dem Land auch als Viehfutter, zum Hausbau und als Brennmaterial verwendet. Umgraben, Aussaat, Ernte und Dreschen unterliegen ritualisierten Vorschriften. Dafür bildet die Nachbarschaft Arbeitsgruppen, für deren Entlohnung Hirse in Form von Merisa zur Verfügung stehen muss. Wenn kein technisches Gerät zur Verfügung steht, wird von in einer Reihe stehenden Männern mit Holzschlägeln auf den Boden gedroschen. Wie oft im Jahr eine Familie solche Arbeitsteams, deren Tätigkeit gewöhnlich als Dorffest endet, zusammenstellen kann, ist von ihrer finanziellen Lage abhängig. Der Bau eines Hauses ist ein gesellschaftliches Ereignis. Die Männer des Dorfes bringen Pfostenhölzer und Gras zur Dachdeckung. Vom Bauherren wird ihre Hilfe beim Bau mit dem Ausschank von Merisa abgeglichen, das die Frau in Kürbiskalebassen verteilt. Zu jedem ländlichen Wochenmarkt gehören Stände, an denen Frauen Merisa verkaufen. An Markttagen in den Nuba-Bergen erscheinen morgens auch Moslems mit Turbanen und in weißen langen Jalabias zum Trinken von Maresa.
Wenn das Brennmaterial selbst gesammelt wird, kann durch Veredelung zu Merisa die eigene Hirse mit deutlich höherem Gewinn verkauft werden. In den Dörfern des Südens gibt es, von der Landwirtschaft abgesehen, als weitere Einkommensquelle für Frauen nur noch die Herstellung von Holzkohle und das Weben und Korbflechten. Für die Frauen der nach dem Bürgerkrieg vertriebenen und im Südsudan in Flüchtlingslagern lebenden Dinka gehören das Sammeln von Gras zum Hausbau und die Herstellung und der Verkauf von Holzkohle und Merisa zu den einzigen Erwerbsmöglichkeiten.
Hauptaufgabe der in Polygamie lebenden Frauen der islamischen Fur ist die Herstellung eines dicken Hirsebreis und von Bier. Nichts anderes ist die Lebensgrundlage der überwiegend animistischen Völker an der Grenze zu Äthiopien. Die Männer bearbeiten das Hirsefeld und die Frauen den Mühlstein, mit dem sie die Hirse zermahlen, damit daraus Brei und Bier hergestellt werden kann. Überschüssige Hirse wird gegen Vieh getauscht.

## Kulturelle Bedeutung
Im islamischen Norden des Landes ergreift häufig gemäß der Vorstellung der Bevölkerung der böse Geist Zar Besitz von Frauen der unteren und in den letzten Jahren zunehmend auch der mittleren Bevölkerungsschichten. Die behandelnde Zar-Priesterin (Sheikha) entscheidet, welches Sühneopfer der Geist von der Patientin verlangt. Üblicherweise zählt auch Alkohol in Form von Merisa dazu, der dem Zaren zuliebe, während getanzt wird, von den anwesenden Frauen getrunken werden muss.
Freundschaften werden im Südsudan durch Merisa-Trinken bekräftigt, Feindschaften beigelegt. Auch ohne Anlass werden nächtliche Trinkgelage veranstaltet. Wird ein Fest veranstaltet, bringt jeder Teilnehmer Merisa in kleinen Gefäßen (bei den Nuba Abas) mit, deren Inhalt in einen größeren Topf gegossen wird, um den die Gemeinschaft Platz nimmt. Ein aus einem halben Kürbis gefertigter Schöpflöffel mit Merisa wird dabei im Kreis weitergereicht. Bei diesen sozialen Gelegenheiten bleibt Merisa häufig ungefiltert und trübe, während das am Markt verkaufte Getränk geklärt wird.
Bei den Lotuko im äußersten Südosten des Landes wird die wirtschaftliche und kulturelle Bedeutung von Hirsebier, das hier Ahuhu heißt, beispielhaft deutlich. Es wird wie überall von Frauen hergestellt, der Genuss ist jedoch ausschließlich initiierten Männern erlaubt. Hirsebier wird im Tauschhandel mit anderen Waren verrechnet, es dient als Kompensation für erhaltene Dienstleistungen wie der gemeinschaftlichen Feldarbeit. Außerdem muss es bei Familienfeiern, Dorffesten und religiösen Zeremonien zur Verfügung gestellt werden, und es ist Teil des Brautpreises.

### Sibir-Fest bei den Nuba

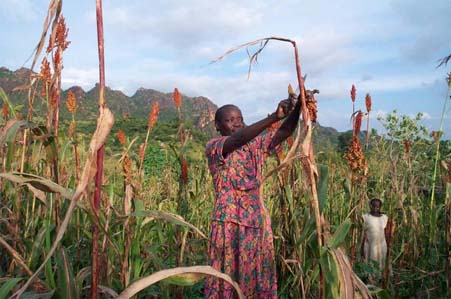
Feld mit Sorghumhirse in den Nuba-Bergen

In den Nuba-Bergen wird jedes Jahr von Nuba-Völkern (es ist eine arabische Sammelbezeichnung für unterschiedliche Volksgruppen) nach der Hirseernte im November das mehrere Tage dauernde Feuer-Sibir als eine Art Erntedankfest veranstaltet. Es ist das wichtigste einer Reihe Sibir-Feste, die zu anderen Jahreszeiten veranstaltet werden. Alle haben animistischen Hintergrund, werden aber von Moslems und Christen gleichermaßen gefeiert. Nuba wurden, im Norden beginnend, durch Anhänger der Qadiriyya-Bruderschaft zu einem Teil missioniert. Einige Moslems haben Merisa durch den nichtalkoholischen Karkadeh (Hibiskusblütentee) ersetzt. Es werden Tänze veranstaltet, Männer und Frauen bewegen sich gegenüber in einem Kreis, beide bunt kostümiert, die Frauen mit weiten Hüten. Die verschiedenen Volksgruppen haben etwas von ihrer Ernte zur Schau gestellt.
Spiritueller Führer der Nuba ist der Kujur, ein Heiliger, der dem islamischen Faki entspricht. Er kann Schamane oder Magier sein und die Beziehung zum Sakralen herstellen. Als Regenmacher erteilt er Anweisungen betreffend Aussaat oder Erntetermin. Werden seine Anweisungen nicht befolgt, sind Strafgaben in Form von Merisa oder Ziegen zu bezahlen. Er legt in Absprache mit der Ältestenversammlung Ort und Beginn des Sibir fest, was er einer an seinem Haus versammelten Abordnung mitteilt. Diese Leute versorgt der Kujur mit Essen und Merisa, nach gewissem Zeremoniell entzündet er ein Grasfeuer und gibt seinen Segen.
Den Abschluss des Festes bilden Ringerwettkämpfe. Mit weißer Asche (Zeichen der Reinheit) beschmierte Ringer kommen mit der Flagge ihres Dorfes an. Mit dieser Prozession gehen die Frauen, die den Zeremonialdress der Kämpfer, die Trommeln und als wichtigste Last die schweren Töpfe mit Merisa tragen. Soziale Aufgabe dieser Feste ist, die Einheit der Dorfgemeinschaft zu bestärken und Kontakte, die auch der Eheschließung dienen, zu knüpfen.

### Identitätskonflikt
Die Nuba-Berge liegen im politischen und kulturellen Grenzbereich zwischen dem arabischen Norden und dem schwarzafrikanischen Südsudan. Jüngere Nuba, die in der islamischen Gemeinschaft des Nordens akzeptiert werden wollen, befolgen nach außen hin islamische Stereotype durch Beachtung der Geschlechtertrennung und Abstinenz von Alkohol. Anstelle der Sibir-Feste gewinnt in den letzten Jahren das jährliche Id al-Fitr an Bedeutung. Dort versammelt morgens der Sheikh des Qadiriyya-Ordens die Männer zum Gebet, anschließend werden während des viertägigen Festes die obligaten gegenseitigen Hausbesuche gemacht. Sozial verbindendes Element ist hier das gemeinsame Verspeisen eines Opfertiers. Die älteren Nuba bleiben während der ersten beiden Tage zuhause, anschließend unternehmen sie ihre Hausbesuche und teilen sich Bier statt Fleisch.
Zu den Arabern zählende Völker, die bereits seit Jahrhunderten islamisiert sind, müssen nicht mit solchen Identitätsproblemen kämpfen und können sich (wo es nicht geahndet wird) öffentlichen Alkoholgenuss erlauben. Die Rebellen im Bürgerkriegsgebiet von Darfur sind hier besonders angesprochen.

### Habboaba-Krankheit bei den Berti
Die Berti sind eine der vielen arabisierten Volksgruppen in der Trockensavanne Norddarfurs. Seit einigen Generationen haben sie den Islam und die arabische Sprache angenommen. Ihre Nahrung besteht durchschnittlich aus Hirsebrei oder Brot mit einer Soße aus getrocknetem Gemüse. Der Ausschank von Merisa in den meisten Dörfern steht hier unter Druck der Regierung. Ein Schaden verursachender Geist der Berti heißt Habboaba, übersetzbar als „Großmutter“, genauso wie die Krankheit, mit der sie ihre Anwesenheit kundtut, was jedoch nicht als direktes Besitzergreifen vom Patienten verstanden wird. Ansonsten bleibt Habboaba als Geistwesen unsichtbar, als Krankheit erkennt der Arzt Masern. Habboaba kommt in den meisten Fällen während der Erntezeit. Nach der Diagnose erfolgt die traditionelle medizinische Behandlung mit pflanzlichen Wirkstoffen. Die erlaubte Diät besteht aus Hirsebier, das bei den Berti Baghū genannt wird, vermischt mit Zwiebelsaft, dazu gestampfte rohe Hirse und eine weiße Wildpflanze (lokaler Name Marar Dakari), die als minderwertige Hungerpflanze gilt und zu normalen Zeiten gemieden wird. Kamelfleisch dürfte, falls verfügbar, gegessen werden, Wasser darf nicht getrunken werden. Möglicherweise wird Durchfall als Abgang von überzähligem Wasser gedeutet. Als Flüssigkeit bleibt nur Merisa, da dies zur Kategorie Weiß gehört, welche für das Gute oder Glück steht. Nach einer Woche muss zwecks vollständiger Genesung ein rituelles Bad erfolgen. Damit gilt Habboaba als verschwunden.